# Хут (село)
Хут (тув. Хут) — село в Пий-Хемском кожууне Республики Тыва России. Административный центр Севинского сумона. Население 328 чел.(2007), 436 (2015).

## География
Село находится на севере республики, у р. Мынас.
Уличная сеть
Лесной пер., ул. Гагарина, ул. Зелёная, ул. Набережная
Географическое положение
Расстояние до:
районного центра Туран: 67 км.
республиканского центра Кызыл: 100 км.
Ближайшие населённые пункты
Севи — 28 км.
Климат
Село, как и весь район, находится на территории, приравненной к районам Крайнего Севера.

## История
Согласно Закону Республики Тыва от 24 декабря 2010 года N 268 ВХ-I село Хут возглавило образованное муниципальное образование «Севинский сумон».

## Население
| 2002 | 2010 |
| ---- | ---- |
| 300  | ↗331 |

## Известные жители, уроженцы
Зоя Васи́льевна Анайбан (род. 20 апреля 1953) — российский этнолог и этносоциолог, доктор исторических наук, ведущий научный сотрудник Института востоковедения РАН.

## Инфраструктура
Село оторвано от централизованной системы энергоснабжения, электричество вырабатывается дизельной электростанцией). Действует МУП Дизельная электростанция «Севинская» (ул. Гагарина, 10).
образование
Основная общеобразовательная школа, детский сад «Чойган» с. Хут
культура
Сельский дом культуры
административная деятельность
Администрация сельского поселения Сумона Севинский (ул. Набережная, 5)

## Транспорт
Поселковые (сельские) дороги, в том числе зимник Туран-Хут. Автодорога Севи — Хут. В 2010-х началось строительство Туран — Хут — Севи — Ырбан — Ак-Суг
Действовал воздушный транспорт, к северо-востоку расположен заброшенный аэродром Хут.